# Rhagodes eylandti
Espèce
Synonymes
- Rhax eylandti Walter, 1889
- Rhagodes eylandti melanogaster Birula, 1905
- Rhagodes birulae Roewer, 1933
- Rhagodorta melanula Roewer, 1933
- Rhagodira transcaspica Roewer, 1933

Rhagodes eylandti est une espèce de solifuges de la famille des Rhagodidae.

## Distribution
Cette espèce se rencontre au Turkménistan et en Iran.

## Description
L'holotype mesure 36 mm.

## Publication originale
- Walter, 1889 : Transkaspische Galeodiden. Zoologische Jahrbèucher. Abteilung fèur Systematik, Geographie und Biologie der Tiere, vol. 4, no 1, p. 1095-1109 (texte intégral).